# Parque eólico Río Mayo
El Parque eólico Río Mayo es un parque eólico argentino ubicado en la localidad de Río Mayo. Es uno de los 12 parques eólicos reconocidos por el estado Argentino.

## Generalidades
A 5 km de Río Mayo se destaca el primer Parque Eólico de Sur América, que fue inaugurado el 22 de febrero de 1990, bajo un convenio de cooperación entre la República Federal de Alemania y la Dirección General de Servicios Públicos de la Provincia del Chubut.
Este pionero en el desarrollo eólico tiene una capacidad instalada de 120 kWh. posee aerogeneradoes Aeroman 30 kW. Su velocidad media anual es de 8,2 y operador es DGSP.
En años recientes el desgaste de los molinos se acentuó y el parque quedó sin posible servicio al averiarse sus molinos en su totalidad.
La falta de repuestos de origen alemán, que son de alto costo y muy difícil de conseguir, plantean un desafío ecológico a seguir.